# Kōji Shiraishi
Kōji Shiraishi (白石 晃士, Shiraishi Kōji), né le 1er juin 1973, est un  réalisateur, scénariste japonais et occasionnellement acteur. Il est principalement connu pour réaliser des films d'horreur japonais, notamment Ju-rei, la malédiction et Noroi: The Curse.

## Biographie
Kōji Shiraishi est né dans le district de Kasuya, dans la préfecture de Fukuoka au Japon. Après avoir obtenu son diplôme de cinéma à l'université Kyūshū Sangyō, il travaille comme assistant réalisateur sur des films tels que August in the Water de Gakuryū Ishii et  Waterboys de Shinobu Yaguchi.

## Filmographie partielle
- 2004 : Ju-rei, la malédiction (呪霊 THE MOVIE 黒呪霊, Ju-rei The Movie: Kuro-ju-rei?)
- 2004 : Hino Hideshi no za: Horā kaiki gekijō (日野日出志のザ・ホラー怪奇劇場?)
- 2005 : Noroi: The Curse (ノロイ, Noroi?)
- 2007 : Carved (口裂け女, Kuchisake-onna?)
- 2008 : Ura horā (裏ホラー?) (direct-to-video)
- 2008 : Takada wataru teki zero (タカダワタル的ゼロ?)
- 2009 : Grotesque (グロテスク, Gurotesuku?)
- 2009 : Occult (オカルト, Okaruto?)
- 2009 : Teketeke (テケテケ?)
- 2009 : Teketeke 2 (テケテケ2?)
- 2010 : Shirome (シロメ?)[2]
- 2010 : Bachiatari bōryoku ningen (バチアタリ暴力人間?)
- 2011 : Chō akunin (超・悪人?)
- 2013 : Ada: Senritsu-hen (讐 ～ADA～ 第一部 戦慄篇?)
- 2013 : Ada: Zetsubō hen (讐 ～ADA～ 第二部 絶望篇?)
- 2013 : Cult (カルト, Karuto?)
- 2014 : A Record of Sweet Murder (ある優しき殺人者の記録, Aru yasashiki satsujinsha no kiroku?)
- 2016 : Bokusōru ★ raido shō kyōfu no haikō dasshutsu! (ボクソール★ライドショー 恐怖の廃校脱出!?)
- 2016 : Sadako vs. Kayako (貞子 vs. 伽椰子?)
- 2017 : Impossibility Defense (不能犯, Funōhan?)
- 2019 : Hell Girl (地獄少女, Jigoku shōjo?)

## Distinctions
- 2010 : prix du meilleur film pour Shirome dans la catégorie Japanese Eyes Programme lors du 23e festival international du film de Tokyo[2]